# 仙台薹草
仙台薹草（学名：Carex sendaica）是莎草科薹草属的植物。分布在日本以及中国大陆的江西、四川、湖北、贵州、浙江、陕西、江苏等地，生长于海拔150米至1,850米的地区，多生在草丛中、山坡阴处、灌木丛中、山沟边或岩石缝中。

## 变种
多穗仙台薹草（学名：Carex sendaica var. pseudo-sendaica）为莎草科薹草属仙台薹草的变种。分布于日本以及中国大陆的湖南、江苏、河南、贵州、四川等地，生长于海拔1,000米至1,650米的地区，多生长在水田边和灌木丛中。